# Helena Kisiel
Helena Weronika Kisiel (ur. 4 lutego 1925 w Lublinie, zm. 4 stycznia 2015 w Radomiu) – polska historyk, archiwistka, działaczka społeczna.

## Życiorys
W 1952 ukończyła studia historyczne na Uniwersytecie Wrocławskim i rozpoczęła pracę w Archiwum Państwowym we Wrocławiu. W 1953 przeprowadziła się do Radomia i rozpoczęła pracę w miejscowym Archiwum Państwowym. W latach 1959–1986 jego dyrektor. Po przejściu na emeryturę pracowała w nim jako kustosz. 
W 1979 uzyskała stopień doktora nauk humanistycznych na Uniwersytecie Wrocławskim. 
Była członkiem założycielem radomskiego Oddziału Polskiego Towarzystwa Historycznego i Radomskiego Towarzystwa Naukowego. Działaczka Stowarzyszenia Archiwistów Polskich.

## Nagrody i wyróżnienia
- Złoty Krzyż Zasługi
- Krzyż Kawalerski Orderu Odrodzenia Polski
- Nagroda im. Jana Kochanowskiego
- Medal "Za Zasługi dla Archiwistyki"
- Medal Bene Merenti Civitas Radomiensis